# Batalla de Estancia de las Vacas
La Batalla de Estancia de las Vacas tuvo lugar en 13 de noviembre de 1859 en las inmediaciones de Estancia de las Vacas en el estado de Querétaro, México, entre elementos del ejército liberal, al mando del general Santos Degollado y elementos del ejército conservador comandados por el general Miguel Miramón durante la Guerra de Reforma. La victoria correspondió al bando conservador que ganó a pesar de que los liberales les duplicaban en número.